# Maleficio (novela)
Maleficio (Thinner, en inglés: Más delgado) es una novela de Stephen King publicada en 1984, bajo el seudónimo de Richard Bachman. La historia se centra en Billy Halleck, un abogado con sobrepeso quien mata a una anciana gitana que se cruza en un accidente de tránsito y escapa al castigo legal debido a sus conexiones. Sin embargo, Tadzu Lempke, el padre de la anciana, le lanza una maldición sobre Billy, lo que hace que pierda peso sin control.
King, que tenía sobrepeso en el momento de escribir la novela, creó el esquema de la novela después de un examen médico anual.
Tras el lanzamiento del libro, los medios de comunicación discutieron las similitudes entre las obras de Bachman y King. Finalmente, el empleado de la librería Stephen Brown, fanático del trabajo de King, encontró evidencia de los datos de derechos de autor en la Biblioteca del Congreso de que Bachman y King eran la misma persona. Después de que se revelara el secreto del seudónimo de King, las ventas de Maleficio se multiplicaron por diez y en total, se han vendido más de tres millones de copias. La recepción crítica de Maleficio estuvo polarizada; a algunos críticos no les gustó el engaño de la autoría y el final pesimista, mientras que otros sostuvieron estos mismos puntos como méritos del libro. El estilo literario, sin embargo, fue generalmente elogiado. En 1996 se estrenó una adaptación cinematográfica.

## Argumento
Billy Halleck es un exitoso abogado, arrogante y con obesidad mórbida que vive en la ciudad de Fairview, en Connecticut, con su esposa Heidi y su hija Linda. Al salir de una reunión social, Billy sufre un accidente automovilístico, matando a una anciana que cruzaba la calle. Billy usa su amistad con el comandante de la policía y el juez del caso para salir absuelto de la muerte de la anciana, quien formaba parte de una tribu gitana que se encontraba de visita en la ciudad por esos días. 
Su vida da un giro inesperado al quedar maldito por Tadzu Lempke, jefe de la tribu y padre de la anciana muerta, el cual sorprende a Billy a la salida del juzgado y, tocándole la mejilla, pronuncia las palabras: "Más delgado". En consecuencia, Billy empieza a adelgazar cada vez más y más, independientemente de cuánto come. Preocupado por esto, Billy consulta a una serie de médicos, sospechando que tiene cáncer, pero los médicos no pueden determinar la causa de su pérdida de peso. Más tarde, Billy descubre que al juez que presidió su caso le han crecido escamas en su piel y el policía que cometió perjurio en nombre de Billy ha sido golpeado con acné severo, lo que hace que ambos hombres han sido también maldecidos por Lempke y terminen suicidándose.
Con la ayuda de detectives privados y de Richie "The Hammer" Ginelli, un antiguo cliente vinculado al crimen organizado, Billy (ahora demacrado), rastrea al grupo gitano hacia el norte a lo largo de la costa de Nueva Inglaterra hasta Maine. Se enfrenta a Lempke en su campamento y trata de persuadirlo para que levante la maldición, pero Lempke se niega a hacerlo e insiste en que se debe hacer justicia con Billy. Los habitantes gitanos expulsan a Billy de su campamento, pero no antes de que la bisnieta de Lempke, Gina, lo honde en la mano con una bola. Billy pide ayuda a Richie, quien envía a un médico de la mafia para tratar la mano de Billy y luego llega en persona para aterrorizar al campamento gitano. Después de que Richie termina con los habitantes, Lempke accede a reunirse con Billy. Lempke trae un pastel de fresa con él y le agrega sangre de la mano herida de Billy. La pérdida de peso se detendrá por un corto periodo de tiempo, pero luego se reanudará a menos que Billy le pase la maldición a otra persona al hacer que se coma el pastel maldito. Lempke implora a Billy que se coma el pastel él mismo para poder morir con dignidad.
Después de encontrar la mano cortada de Richie en su automóvil y enterarse de que lo han asesinado, Billy regresa a casa y tiene la intención de darle el pastel maldito a Heidi, a quien le echa la culpa por su situación. Sin embargo, a la mañana siguiente, descubre que tanto ella como su hija han comido del pastel maldito. Al darse cuenta de que ambos están condenados, recuerda las palabras de Lempke y corta una rebanada para poder unirse a ellos en la muerte.

## Fondo
La idea de Maleficio llegó al autor durante un examen médico anual. King sabía que había aumentado de peso y, tan pronto como entró en la sala de examen, el médico le pidió que se subiera a la báscula. King estaba enojado con el médico por no permitirle desvestirse o usar el baño primero. El médico le informó a King que tenía sobrepeso de 236 libras (107 kg) y que sus niveles de colesterol estaban elevados, y recomendó perder peso y dejar de fumar. King pasó los días siguientes furioso por la insolencia percibida del médico, pero al calmarse, decidió perder peso y dejar de fumar. Cuando logró perder algunos kilos, estaba encantado y angustiado al mismo tiempo, explicando que "una vez que el peso realmente comenzó a bajar, comencé a darme cuenta de que estaba apegado a él de alguna manera, que realmente no quería perderlo.
En varias escenas de la historia, los personajes gitanos hablan en lo que pretendía ser su idioma nativo. Sin conocer dicho idioma, King recurrió a las ediciones checoslovacas de sus libros y extrajo frases aleatorias de ellos. King señaló que sus lectores lo criticaron por esto y admitió que "se lo merecía porque era flojo". El título provisional de la novela, Gypsy Pie, se convirtió en el nombre del capítulo 27 del libro.
La novela se publicó en noviembre de 1984 como el quinto libro de Richard Bachman. Fue el primer libro de Bachman que se publicó en tapa dura. En mayo de ese año, el libro se presentó en la Convención de la Asociación Estadounidense de Libreros como título destacado. La novela fue muy publicitada y promocionada en las librerías de todo el país. Elaine Koster, en una carta promocional adjunta a las copias de lectura anticipada, escribió: "Como editora de algunas de las mejores novelas de terror jamás escritas, se necesita mucho para entusiasmarme con un nuevo escritor de terror. Ahora ha aparecido un escritor así". Koster sabía que King era el verdadero autor de Maleficio, pero reprimió el impulso de revelar la identidad del escritor con respecto a su privacidad.

### Exposición de autoría
La contraportada de la novela presenta una foto de Richard Manuel, un amigo del agente literario de King, Kirby McCauley. Manuel era un trabajador de la construcción que vivía cerca de Saint Paul, Minnesota, y fue seleccionado por McCauley como alguien que vivía muy lejos de Nueva York, lo que redujo la probabilidad de que lo reconocieran. Manuel se divirtió con su papel y, tras la publicación del libro, amigos y familiares lo llamaron para notar su parecido con Bachman. El libro revivió el interés por las obras anteriores de Bachman, la mayoría de las cuales se habían impreso durante seis años, lo que era inusual para un autor supuestamente desconocido.
Los lectores pronto comenzaron a enviar cartas furiosas a Bachman, acusándolo de copiar el estilo de King, y algunos se preguntaron si King y Bachman eran la misma persona. King y su editor mantuvieron la negación frente a las consultas de los principales programas de entrevistas como Good Morning America y Entertainment Tonight. En algunas entrevistas, King afirmó conocer a Bachman de manera informal, lo describió como un granjero de pollos insociable que desdeñaba la publicidad y les decía a los periodistas que "el pobre era un feo hijo de puta". Un representante de B. Dalton llamó por teléfono a New American Library y prometió comprar 30.000 copias del libro si el editor confirmaba sus sospechas.
El secreto fue resuelto por Stephen P. Brown, un empleado de una librería en Washington D. C., Brown era un ávido fanático de King que también había leído todos los libros de Bachman. Después de leer una copia de lectura anticipada de Maleficio, que llegó a su tienda unos meses antes de su publicación, estaba "convencido en un ochenta por ciento" de que Bachman era eliminado King; señaló que su estilo solo se diferenciaba por los finales pesimistas de los libros de Bachman, lo que va en contra de la filosofía general de King de terminar sus libros de una manera edificante (con Cementerio de animales y Cujo como excepciones). Brown consultó la documentación de derechos de autor de las primeras cuatro novelas de Bachman y descubrió que McCauley tenía los derechos de autor de Rabia. Brown envió una carta a King sobre su descubrimiento y finalmente recibió una llamada telefónica de King, quien admitió su identidad secreta. El 9 de febrero de 1985, King se reveló a sí mismo como Bachman en el Bangor Daily News bajo el título "El seudónimo mantuvo cinco novelas de King como un misterio". Tras esta revelación, las ventas del libro se multiplicaron por diez, de 28.000 a 280.000.

## Recepción
Maleficio recibió una respuesta favorable del Gremio Literario; para diversión de King, uno de los lectores del club comentó que "así es como escribiría Stephen King si realmente pudiera escribir".
George Beahm comparó al protagonista Billy Halleck con Johnny Smith en la novela La zona muerta, describiéndolo como "una víctima de la rueda del destino". James Smythe, columnista de The Guardian, lo trató con más dureza, considerándolo como un "completo imbécil" que no admite culpa por sus acciones. Smythe citó la decisión de Billy de usar sus conexiones con la mafia para vengarse en lugar de expiar la muerte de la anciana, así como su creencia de que su esposa tiene la culpa de su propia situación. Determinó que la acción final de Billy en la historia no fue un acto desinteresado, sino una "penitencia a través de la autodestrucción" con la intención de evitar la culpa de la muerte de su familia. Smythe comentó que si bien King había incursionado previamente en la noción de protagonistas antipáticos (citando a Carrie White, Jack Torrance y Louis Creed como ejemplos), sintió que Billy Halleck "lleva las cosas un paso más allá", observando que incluso su inocente hija es castigada por sus acciones egoístas, y admitió sentirse satisfecho por el sufrimiento de Billy. En la conclusión de su reseña, recordó haber disfrutado el final por su naturaleza "oscura y fría".
Se establecieron similitudes entre Maleficio y Dark Melody of Madness, una novela corta de Cornell Woolrich publicada en 1935. La historia de Woolrich también trata sobre un hombre condenado a perder peso hasta la muerte, aunque esta vez es un hechizo vudú, no una maldición gitana.

## Adaptación cinematográfica
Una adaptación cinematográfica de la novela fue filmada en 1996 por el director Tom Holland y se estrenó en los cines el 25 de octubre. Billy Halleck fue interpretado por Robert John Burke y Richie Ginelli fue interpretado por Joe Mantegna. King hace un cameo como el farmacéutico Dr. Bangor. Las críticas fueron en su mayoría negativas y la película tiene una calificación del 16% en el agregador Rotten Tomatoes. Con un presupuesto de $14 millones, la película recaudó poco más de $15 millones en taquilla. El primer fin de semana de la película la llevó al tercer lugar con $5,6 millones en ingresos brutos. La película salió de la lista de las diez más populares después de dos semanas de su estreno, y fue nominada a un premio Saturn al mejor maquillaje. El lema de la película es "Deja que la maldición encaje con el crimen".
Debido a que, según los informes, King no estaba satisfecho con la versión inicial de la película, se volvieron a filmar algunas escenas y el estreno de la película se trasladó a una fecha posterior. Según George Beahm, el volumen de eventos del libro ascendió a poco más que una novela, lo que requirió que la trama de la película se rellenara sin dejar de ser fiel al libro. Beahm concluyó que la película "trató de complacer a todos ... y al final complació a muy pocas personas".